# 1000-km-Rennen von Brands Hatch 1974

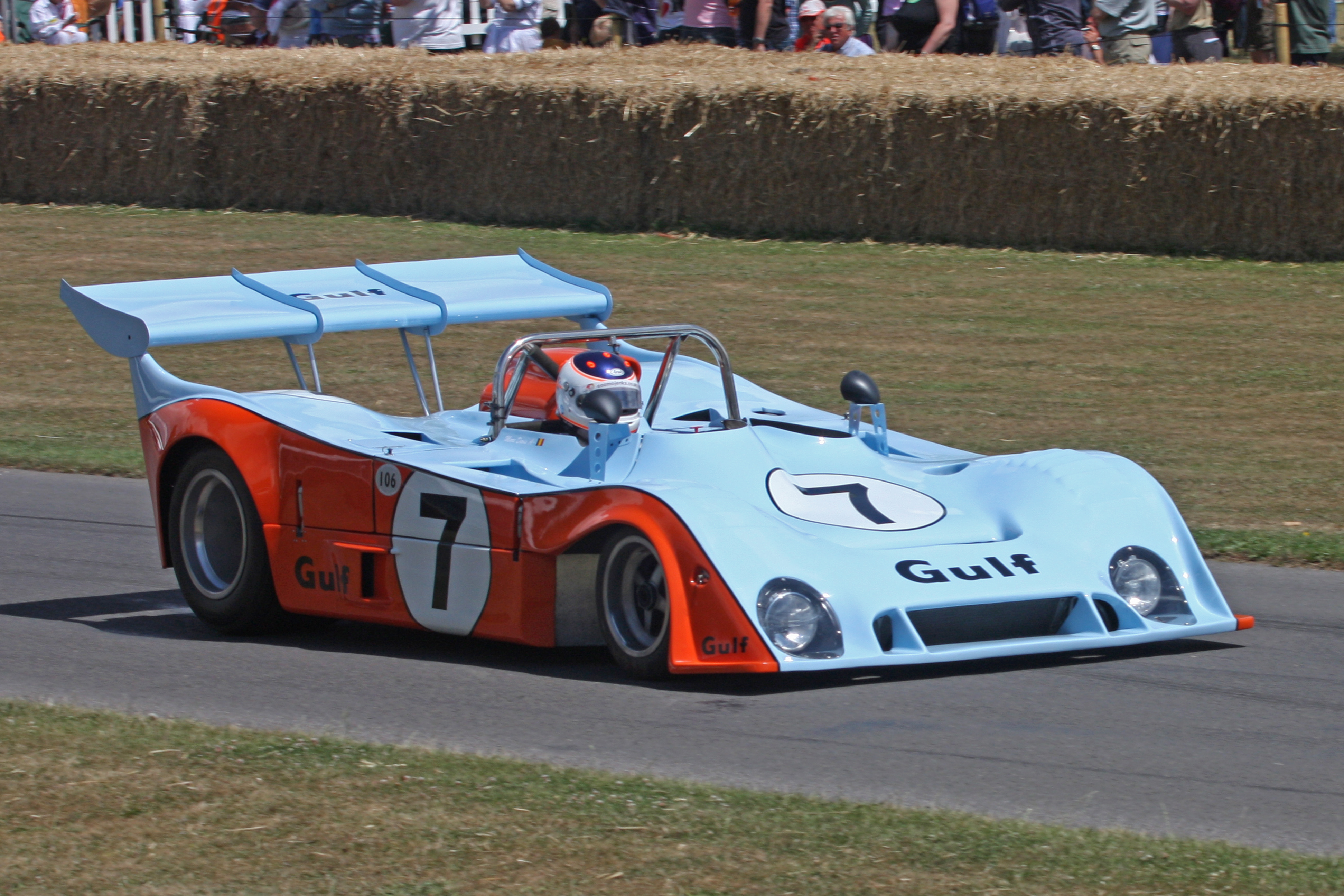
Gulf Mirage GR7

Das 1000-km-Rennen von Brands Hatch 1974, auch British airways 1000 Kms World Championship Sports Car Race, Brands Hatch, fand am 29. September auf der Rennstrecke von Brands Hatch statt und war der neunte Wertungslauf der Sportwagen-Weltmeisterschaft dieses Jahres.

## Das Rennen
Wie schon bei den Meisterschaftsläufen davor waren die beiden Werks-Matra MS 670C auch in Brands Hatch im Rennen völlig ungefährdet. Beinahe die gesamte Renndauer umrundeten die vier Fahrer den Kurs im Paarlauf. Am Ende griff die Matra-Teamführung ein und bestimmte die lange Zeit führenden Jean-Pierre Beltoise und Jean-Pierre Jarier als Siegerteam. Zwei Sekunden dahinter kam der zweite Matra, gefahren von Henri Pescarolo und Gérard Larrousse ins Ziel. Mit elf Runden Rückstand kam der Gulf Mirage GR7 von Derek Bell und David Hobbs als Gesamtdritter ins Ziel.

## Ergebnisse

### Schlussklassement
| 1                  | S 3.0 | 1  | Equipe Gitanes                        | Jean-Pierre Beltoise Jean-Pierre Jarier              | Matra-Simca MS670C        | 235 |
| 2                  | S 3.0 | 2  | Equipe Gitanes                        | Henri Pescarolo Gérard Larrousse                     | Matra-Simca MS670C        | 235 |
| 3                  | S 3.0 | 3  | Gulf Research Racing                  | Derek Bell David Hobbs                               | Gulf Mirage GR7           | 224 |
| 4                  | S 2.0 | 21 | Chevron Cars Ltd.                     | Peter Gethin Brian Redman                            | Chevron B26               | 224 |
| 5                  | S 3.0 | 5  | Martini Racing Team                   | Herbert Müller Gijs van Lennep                       | Porsche Carrera RSR Turbo | 219 |
| 6                  | S 3.0 | 7  | Joest Racing                          | Jürgen Barth Claude Haldi                            | Porsche 908/03            | 213 |
| 7                  | S 2.0 | 23 | Pedro Domecq Racing                   | Alain de Cadenet Christian Melville                  | Chevron B26               | 209 |
| 8                  | S 3.0 | 12 | Argyle Engineering with Coombe Racing | Bob Evans Richard Lloyd                              | March 74S                 | 209 |
| 9                  | S 2.0 | 24 | KVG Racing                            | John Hine Ian Grob                                   | Chevron B26               | 208 |
| 10                 | S 2.0 | 33 | Dorset Racing Associates              | Keith Holland Tony Birchenhough Brian Joscelyne      | Lola T294                 | 206 |
| 11                 | GT    | 33 | Gelo Racing                           | John Fitzpatrick Toine Hezemans Manfred Schurti      | Porsche Carrera RSR       | 209 |
| 12                 | S 2.0 | 33 | James Bell                            | Ian Harrower Ian Bracey Ian Taylor                   | Chevron B21               | 198 |
| 13                 | GT    | 54 | Gelo Racing Team                      | Arturo Merzario Manfred Schurti John Fitzpatrick     | Porsche Carrera RSR       | 197 |
| 14                 | S 2.0 | 42 | Hurford Jones                         | Nigel Clarkson Derek Worthington                     | Lola T292/4               | 197 |
| 15                 | GT    | 51 | Samson Kremer Team                    | Paul Keller Hans Heyer Teddy Pilette                 | Porsche Carrera RSR       | 193 |
| 16                 | GT    | 59 | Toblerone                             | Bernard Chenevière John De Stefano                   | Porsche Carrera RSR       | 188 |
| 17                 | S 3.0 | 8  | Joest Racing                          | Reinhold Joest Mario Casoni                          | Porsche 908/03            | 181 |
| 18                 | S 2.0 | 29 | Peter Clark                           | Peter Clark Brian Martin                             | Chevron B23               | 168 |
| Disqualifiziert    |       |    |                                       |                                                      |                           |     |
| 19                 | S 2.0 | 22 | Pedro Domecq Racing                   | John Lepp Richard Scott                              | Chevron B26               | 32  |
| Ausgefallen        |       |    |                                       |                                                      |                           |     |
| 20                 | S 3.0 | 14 | Marco Racing                          | Raymond Touroul Aris Loumidis                        | Porsche Carrera RSR       | 138 |
| 21                 | S 3.0 | 4  | Gulf Research Racing                  | Vern Schuppan Reine Wisell                           | Gulf Mirage GR7           | 115 |
| 22                 | S 2.0 | 38 | S.P.I. Racing                         | Pedro de Lamare Antônio Castro Prado                 | March 74S                 | 115 |
| 23                 | S 2.0 | 28 | Motor Race Consultants                | Tony Goodwin Peter Smith Rupert Keegan               | Chevron B23               | 112 |
| 24                 | S 2.0 | 31 | Target Racing                         | Dave Walker Martin Raymond                           | Lola T294                 | 77  |
| 25                 | S 2.0 | 32 | Escuderia Montjuich                   | Hervé LeGuellec Martin Birrane                       | Lola T294                 | 71  |
| 26                 | GT    | 52 | Samson Kremer Team                    | Hans Heyer Bob Wollek                                | Porsche Carrera RSR       | 66  |
| 27                 | S 3.0 | 9  | Jolly Club                            | Pino Pica Lella Lombardi                             | Lola T282                 | 62  |
| 28                 | S 2.0 | 26 | Ecurie Ecosse                         | Héctor Rebaque Richard Robarts                       | Chevron B23               | 47  |
| 29                 | S 2.0 | 27 | Victoria Sporting Club                | Richard Jones Alan Jones                             | Chevron B23               | 44  |
| 30                 | GT    | 53 | Gelo Racing                           | Toine Hezemans Clemens Schickentanz John Fitzpatrick | Porsche Carrera RSR       | 44  |
| 31                 | S 2.0 | 44 | John Cole                             | Mark Cole John Cole                                  | Chevron B23               | 23  |
| 32                 | GT    | 56 | Ecurie Francorchamps                  | Nick Faure Richard Bond Jean Blaton                  | Porsche Carrera RSR       | 15  |
| 33                 | S 2.0 | 37 | Paulenco Racing                       | John Sheldon Manuel Larama                           | March 74S                 | 12  |
| 34                 | S 2.0 | 40 | A. W. Brown                           | Buzz Buzaglo John MacDonald                          | Chevron B23               | 11  |
| 35                 | S 2.0 | 36 | Paulenco Racing                       | Mike Beuttler Colin Andrews Chris Skeaping           | March 74S                 | 9   |
| Nicht gestartet    |       |    |                                       |                                                      |                           |     |
| 36                 | S 3.0 | 6  | Kurt Hild                             | Hans Müller-Perschl                                  | KMW SP30                  | 1   |
| 37                 | GT    | 57 | Porsche Cars Great Britain            | Win Percy Nick Faure                                 | Porsche Carrera RSR       | 2   |
| Nicht qualifiziert |       |    |                                       |                                                      |                           |     |
| 38                 | S 2.0 | 41 | John Blanckley                        | John Calvert Brian Robinson John Blanckley           | Scorpion JB5              | 3   |

1 Startverbot, da nur ein Fahrer an der Strecke war
2 Motorschaden im Training
3 nicht qualifiziert

### Nur in der Meldeliste
Hier finden sich Teams, Fahrer und Fahrzeuge, die ursprünglich für das Rennen gemeldet waren, aber aus den unterschiedlichsten Gründen daran nicht teilnahmen.
| Pos. | Klasse | Nr. | Team                       | Fahrer                                         | Chassis             |
| ---- | ------ | --- | -------------------------- | ---------------------------------------------- | ------------------- |
| 39   | S 3.0  | 10  | Gulf Switzerland           | Heinz Schulthess François Migault              | Lola T284           |
| 40   | S 3.0  | 11  | Kurt Hild                  | Kurt Hild Eberhard Braun Manfred Anspann       | KMW SP30            |
| 41   | S 2.0  | 25  | Michel Dupont              | Michel Dupont Bob Fisher                       | Chevron B23         |
| 42   | S 2.0  | 34  | Racing Organisation Course | Laurent Ferrier Max Mamers Fred Stalder        | Lola T294           |
| 43   | S 2.0  | 35  | Racing Organisation Course | François Sérvanin Fred Stalder Laurent Ferrier | Lola T294           |
| 44   | S 2.0  | 39  | John Gillmeister           | John Gillmeister John Wingfield John Blades    | Rawlson CR11        |
| 45   | S 2.0  | 43  | Pinch Plant                | Peter Williams                                 | Chevron B26         |
| 46   | S 2.0  | 45  | Charles Graemiger          | Bernard Béguin Emile Elias                     | Cheetah 01G         |
| 47   | GT     | 58  | Martino Finotto            | Giorgio Schön Giovanni Borri                   | Porsche Carrera RSR |

### Klassensieger
| Klasse | Fahrer               | Fahrer             | Fahrer          | Fahrzeug            | Platzierung im Gesamtklassement |
| ------ | -------------------- | ------------------ | --------------- | ------------------- | ------------------------------- |
| S 3.0  | Jean-Pierre Beltoise | Jean-Pierre Jarier |                 | Matra-Simca MS670C  | Gesamtsieg                      |
| S 2.0  | Peter Gethin         | Brian Redman       |                 | Chevron B26         | Rang 4                          |
| GT     | John Fitzpatrick     | Toine Hezemans     | Manfred Schurti | Porsche Carrera RSR | Rang 11                         |

### Renndaten
- Gemeldet: 47
- Gestartet: 35
- Gewertet: 18
- Rennklassen: 3
- Zuschauer: 7000
- Wetter am Renntag: leichter Regen
- Streckenlänge: 4,265 km
- Fahrzeit des Siegerteams: 5:47:33,000 Stunden
- Gesamtrunden des Siegerteams: 235
- Gesamtdistanz des Siegerteams: 1002,219 km
- Siegerschnitt: 173,021 km/h
- Pole Position: Jean-Pierre Beltoise – Matra-Simca MS670C (#1) – 1:23,300 = 184,312 km/h
- Schnellste Rennrunde: Jean-Pierre Jarier – Matra-Simca MS670C (#1) – 1:22,500 = 186,098 km/h
- Rennserie: 9. Lauf zur Sportwagen-Weltmeisterschaft 1974